# Улрих II фон Рехберг
Улрих II фон Рехберг (на немски: Ulrich von Rechberg; * пр. 1274; † сл. ноември 1326) е благородник от благородническия швабски род Рехберг-Хоенрехберг-Бетринген (днес част от Швебиш Гмюнд в Баден-Вюртемберг).

## Произход
Той е син на Улрих фон Рехберг-Бетринген († пр. 1274) и съпругата му Аделхайд. Внук е на Конрад I фон Рехберг († пр. 1293) и Йохана фон Лихтенберг. Правнук е на Хилдебранд фон Рехберг († сл. 1226), господар на Хоенрехберг, швабски херцогски маршал († сл. 1237) и праправнук на Улрих фон Рехберг, бургграф на Аугсбург († ок. 1206).
Замъкът Хоенрехберг е от 1179 до 1986 г. собственост на фамилията. Дворецът Келмюнц на Илер става собственост на фамилията фон Рехберг чрез синът му Улрих фон Рехберг „Стари“ († сл. 1326), женен пр. 1326 г. за Агнес фон Тюбинген-Бьоблинген († 1344), дъщеря на граф Готфрид I фон Тюбинген-Бьоблинген († 1316).
Родът е издигнат през 1577 г. на фрайхерен, а през 1607 г. на графове.

## Фамилия
Първи брак: пр. 1274 г. с фон Лимпург († сл. 1274/пр. 20 май 1300), дъщеря на Валтер II Шенк фон Лимпург († ок. 1283) и Елизабет фон Варберг († 1287). Те имат децата:
- Йохан фон Рехберг, господар на Бетринген и Баргау († сл. 1351/1354), женен за Анна Хак фон Вьолщайн († сл. 1360), дъщеря на Рудолф фон Вьолщайн; няма деца
- Конрад фон Рехберг († сл. 1331), има три деца
- Вилхелм († сл. 1326)
- Луитполд († сл. 1350)
- Хердеген († 16 януари 1354)
- Аделхайд († сл. 1371), омъжена за Албрехт Хак фон Вьолщайн († сл. 1357)
- дъщеря († сл. 1303), омъжена за граф Диполд фон Айхелберг († 1318/10 ноември 1334)

Втори брак: на 20 май 1300 г. с роднината си София фон Грюндлах, внучка на Хердеген фон Грюндлах (1218 – 1285), дъщеря на Хердеген фон Грюндлах († сл. 6 септември 1306) († 1306) и София († 1290). Те имат един син: 
- Улрих фон Рехберг Стари († сл. 1326/или 1362 или сл. 12 декември 1365), господар на Келмюнц и Зинделфинген, женен пр. 1326 г. за Агнес фон Тюбинген-Бьоблинген († 27 февруари 1344), наследничка на Келмюнц и Зинделфинген, дъщеря на граф Готфрид I фон Тюбинген-Бьоблинген († 1316) и графиня Елизабет фон Фюрстенберг († сл. 1319) (по други източници Улрих Стари е син от първата му съпруга),